# Talete
Talete di Mileto (in greco antico: Θαλῆς?, Thalês; Mileto, 640 a.C./625 a.C. circa – 548 a.C./545 a.C. circa) è stato un filosofo, astronomo e matematico greco antico.
Da Aristotele in poi, Talete viene indicato come il primo filosofo della storia del pensiero occidentale che iniziò la ricerca dell'archè (ἀρχή), ossia del «principio», identificato empiricamente nell'acqua, da cui tutte le cose avrebbero avuto origine. In questa tradizione quindi egli è considerato come uno dei sette savi dell'antica Grecia e come primo «filosofo», intendendo con questo termine colui che per primo si occupò delle scienze naturali, matematiche, astronomiche. Il suo metodo di analisi della realtà lo rende una delle figure più importanti della conoscenza scientifica: deviando dai discorsi esplicativi forniti dalla mitologia, anche se ancora lontano dal metodo sperimentale, Talete, pur ancora legato a un ragionamento astratto sulla realtà, favorì l'ancora generica concezione naturalistica dei filosofi della scuola di Mileto caratterizzata da osservazione dei fenomeni e dimostrazione puramente logica.
Di Talete, fondatore della scuola di Mileto, non rimane alcun testo, se mai ne scrisse, ma ci sono giunte varie testimonianze sul suo pensiero e su alcuni episodi della sua vita, non tutti accettati come storicamente validi e verosimili. Le fonti letterarie antiche lo ritraggono come una figura di saggezza proverbiale e di grande versatilità, attiva in molti campi differenti: scienze naturali, ingegneria, politica, economia applicata.

## Biografia
(Apuleio, Florida, 18)

### Data di nascita

La città di Mileto (al centro del disegno del mondo) secondo la concezione di Ecateo di Mileto (circa V secolo a.C.)

Secondo Apollodoro di Atene, Talete nacque nel I anno della 35ª olimpiade (640 a.C.) o, più probabilmente secondo molti studiosi moderni, nel I anno della 39ª olimpiade (624 a.C.).

### Origini
Le sue origini erano discusse già dagli antichi. In base all'opinione prevalente riportata da Diogene Laerzio, Talete sarebbe nato a Mileto, in Asia Minore, figlio di Essamio e Cleobulina; secondo altre versioni, tra cui quella di Erodoto, avrebbe avuto origine fenicia e sarebbe appartenuto alla stirpe dei Telidi (queste due versioni non sono necessariamente in contrasto, poiché Talete potrebbe effettivamente essere nato a Mileto da genitori greci, sebbene di lontane origini fenicie). Un'ultima versione, riferita da Diogene Laerzio, sostiene che Talete sarebbe nato in Fenicia e, dopo esserne stato esiliato, sarebbe emigrato a Mileto.

### Aneddoti

#### Nella lista dei sette sapienti
Fin dall'antichità fu considerato uno dei sette sapienti: la prima attestazione è nel dialogo Protagora di Platone, dove figura insieme a Pittaco di Mitilene, Biante di Priene, Solone, Cleobulo di Lindo, Misone di Chene e Chilone di Sparta. Sebbene le liste dei sette sapienti siano variabili tra gli autori, il nome di Talete è sempre presente. In seguito si diffusero numerosi racconti che videro protagonista Talete in quanto primo tra i sapienti: nella versione di Callimaco, l'arcade Baticle lascia in punto di morte una coppa d'oro al figlio Anfalce, affinché costui la consegni al migliore dei sapienti; Anfalce la dona a Talete, ma costui la invia a Biante, il quale a sua volta la dona a Periandro finché la coppa, dopo essere passata da tutti i sette sapienti, torna a Talete, che decide di dedicarla ad Apollo. In altre versioni alcuni pescatori rinvengono un tripode o un altro oggetto prezioso e, dopo aver chiesto all'oracolo a chi dovesse essere consegnato, lo donano al "più sapiente", che in alcuni casi è Biante, in altri Talete, in altri Pittaco; il tripode passa tra i sapienti finché l'ultimo lo dona ad Apollo.
Sempre legata alla tradizione dei sette sapienti è una notizia di Demetrio Falereo, riferita da Diogene Laerzio e generalmente ritenuta priva di storicità dagli studiosi moderni, secondo la quale Talete sarebbe stato il primo a essere chiamato "sapiente" e ciò sarebbe avvenuto al tempo dell'arcontato di Damasia (582-581 a.C.). Alcuni studiosi moderni, comunque, difendono la notizia, ritenendo che Talete si sarebbe davvero recato ad Atene per ricevere, come una sorta di onorificenza, il titolo di sophos.

#### L'aneddoto di Talete raccontato da Socrate
Socrate racconta nel Teeteto di Platone un aneddoto su Talete:
(Platone, Teeteto, 174 a-174 c)

#### Previsione dell'eclissi
Secondo Erodoto, durante una battaglia tra i Medi, guidati da Ciassare, e i Lidi, guidati da Aliatte II, si verificò un'eclissi solare, che impressionò talmente i Medi e i Lidi al punto che smisero di combattere; Erodoto annota che Talete aveva annunciato agli Ioni questa eclissi e ne aveva previsto l'anno. Le fonti antiche collocano questa eclissi tra la 48ª e la 50ª olimpiade; l'ipotesi che ha riscosso più consensi tra gli storici moderni è che l'eclissi citata da Erodoto sia l'eclissi totale verificatasi il 28 maggio 585 a.C. (secondo il calendario giuliano; 22 maggio secondo quello gregoriano), visibile in Asia Minore. Tuttavia, dal punto di vista storico anche questa notizia comporta alcuni problemi, in particolare a proposito del re dei Medi. Cicerone afferma che al momento dell'eclissi prevista da Talete il re dei Medi era Astiage e non il padre, Ciassare, come sostiene Erodoto; nella traduzione armena del Chronicon di Eusebio, l'eclissi è posta nel corso di una battaglia tra Aliatte e Astiage; inoltre un frammento papiraceo di un commento a una poesia di Alceo cita una battaglia tra Aliatte e Astiage, probabilmente la stessa battaglia in cui si verificò l'eclissi, poiché probabilmente il trattato di pace tra Medi e Lidi fu firmato non molto tempo dopo l'eclissi.

#### Consigli politici e rapporti con la Lidia

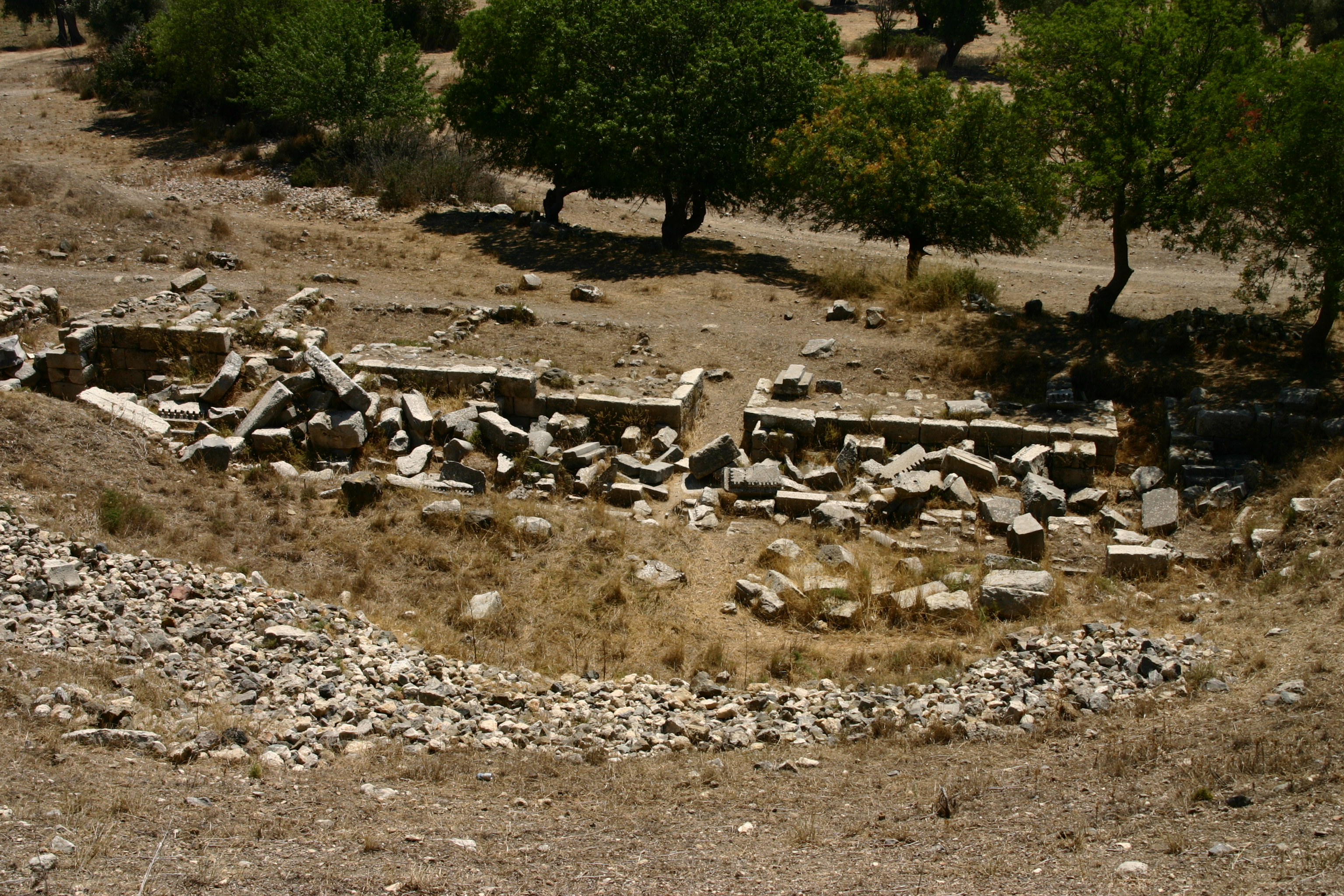
Resti del teatro greco di Teo

Parlando dell'avanzata nella Ionia dei Persiani, Erodoto ricorda il consiglio di Talete agli Ioni per evitare di essere conquistati: egli propose che le città ioniche, pur rimanendo abitate, diventassero dei demi e che avessero un unico consiglio a Teo, una città che si trovava al centro della Ionia. La proposta di Talete è stata datata anteriormente al 545 a.C., ma la sua storicità è stata negata da vari studiosi: in particolare, è parso poco verosimile che un cittadino di Mileto, città che aveva stretto un patto con Ciro, si schierasse con le altre città ioniche in posizione anti-persiana. Inoltre l'episodio si sarebbe verificato in un periodo che non si adatta alla fase attiva di Talete, poiché si è ritenuto che quarant'anni dopo la previsione dell'eclissi egli fosse molto avanti negli anni o non più vivo. Secondo altri, invece, la notizia di Erodoto è da accettare: Talete avrebbe proposto di creare uno Stato unitario (forse un effettivo sinecismo) in cui l'autorità del consiglio comune avrebbe prevalso sulla sovranità delle singole città o sarebbe stata usata solo per gestire i rapporti con gli altri Stati. In ogni caso, la proposta di cui parla Erodoto non vide mai la luce.
Diogene Laerzio riferisce un altro consiglio politico di Talete: egli avrebbe sconsigliato un'alleanza antipersiana di Mileto con Creso, prevedendo la sconfitta di quest'ultimo, cosa che poi si verificò per opera di Ciro. Anche se il consiglio è attribuito a Talete, si è pensato che l'opposizione all'alleanza con Creso non sia stata proposta dal filosofo in persona, ma sia derivata dalla sua condotta politica.
Mentre la notizia di Diogene Laerzio pone Talete in opposizione a Creso, un altro episodio colloca il filosofo al suo seguito. Erodoto riporta un aneddoto relativo ai prodromi della battaglia di Pteria (547 a.C.), secondo cui un espediente elaborato da Talete avrebbe permesso all'esercito di Creso, re della Lidia in guerra contro Ciro, di attraversare il fiume Halys. Poiché Creso non poteva far attraversare il fiume all'esercito a causa della mancanza di ponti, Talete, che si sarebbe trovato nell'accampamento di Creso, avrebbe parzialmente deviato il corso del fiume scavando un canale sul lato destro dell'accampamento; in questo modo il fiume avrebbe in parte percorso il canale e in parte avrebbe proseguito sul proprio letto naturale, a sinistra dell'accampamento, ma sarebbe stato da entrambe le parti facilmente guadabile. La storicità di questo episodio è stata messa in dubbio già nell'antichità: lo stesso Erodoto non crede a questa versione dei fatti, ritenendo che Creso oltrepassò il fiume usando ponti esistenti. Anche gli studiosi moderni sono in generale scettici sulla storicità del racconto: per esempio, è stato rilevato che, se effettivamente Talete ebbe rapporti con i sovrani della Lidia, più probabilmente ebbe contatti con Aliatte, che regnò prima di Creso e che quindi, dal punto di vista cronologico, si adatterebbe meglio al periodo in cui visse Talete.
È da notare come questa scelta di alterare il letto naturale di un fiume presupponga da parte di Talete la sfiducia nell'esistenza delle divinità fluviali (si ricordi l'episodio della lotta fra il dio fluviale Scamandro e Achille, narrata da Omero nell'Iliade).

### Storicità degli aneddoti
Platone e Aristotele riferiscono due aneddoti su Talete di segno opposto. Il primo, nel Teeteto, ritrae Talete come un pensatore immerso in riflessioni teoriche e poco interessato agli aspetti pratici poiché un giorno, mentre rivolgeva lo sguardo alle stelle, non si accorse che stava cadendo in un pozzo; per questo una servetta trace lo derise, dicendo che desiderava conoscere le cose del cielo ma non si accorgeva di quelle sotto i suoi piedi. L'aneddoto riferito da Aristotele, invece, mostra l'intraprendenza di Talete e le sue capacità nelle attività pratiche. Per rispondere a chi lo accusava di essere povero e che la filosofia non gli fosse di alcun aiuto, egli previde grazie a calcoli astronomici un'abbondante raccolta di olive e in pieno inverno si accaparrò tutti i frantoi di Mileto e di Chio per una cifra molto bassa, poiché vi era scarsa richiesta; al momento della raccolta delle olive, Talete poté affittarli al prezzo che voleva, essendoci molta richiesta di frantoi, e poté dimostrare che per un filosofo è facile arricchirsi, ma non è ciò che gli interessa.
Gli studi moderni tendono a negare storicità a entrambi gli episodi. L'aneddoto di Platone mostra una rappresentazione tipica del filosofo assente, immerso in elucubrazioni, che però è parsa poco adatta a una figura in genere ritenuta attiva in molti campi del sapere come Talete; l'episodio di Aristotele viene visto come una possibile risposta alle accuse di scarso senso pratico mosse al filosofo dal primo aneddoto.

### Vita sociale e privata
Non si hanno notizie certe riguardo alla famiglia di Talete. Forse si sposò ed ebbe un figlio, ma gli sono attribuite alcune battute che sembrano andare in direzione opposta: alle sollecitazioni della madre a prender moglie avrebbe risposto: «Non è ancora tempo»; insistendo ancora, quando egli aveva oltrepassato la giovinezza, le avrebbe invece detto: «Non è più tempo» poiché quel momento era ormai passato. Talete avrebbe poi detto di non volere avere figli «proprio per amore dei figli». Tra gli altri detti ricordati da Diogene Laerzio, Talete sarebbe stato grato al destino per «essere nato uomo e non animale, maschio e non femmina e greco e non barbaro». Il figlio di Talete si sarebbe chiamato Cibisto, ma secondo alcune fonti si sarebbe trattato del figlio della sorella, che il filosofo avrebbe adottato.
Secondo Eraclide Pontico, Talete visse isolato dagli affari dello Stato e solitario; tuttavia è ricordato come maestro di Anassimandro, a sua volta maestro di Anassimene.

### Morte di Talete

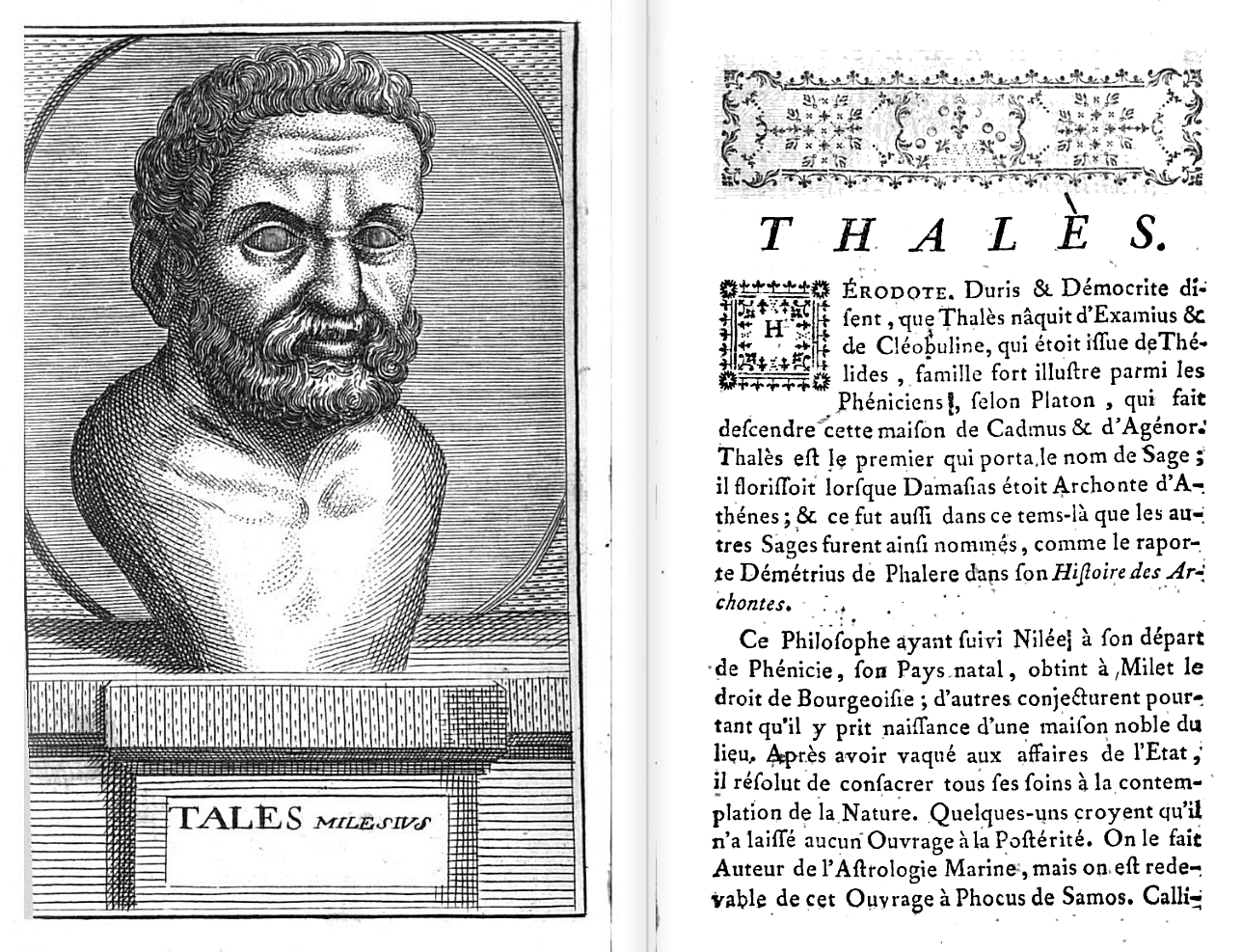
Ritratto di Talete in un'edizione del 1761 dell'opera di Diogene Laerzio Vite e dottrine dei filosofi illustri

Si dice che, ormai vecchio e sfinito dalla calura estiva, sia morto assistendo a una gara atletica, al tempo della 58ª olimpiade (tra il 548 e il 545 a.C.), quando avrebbe avuto settantotto anni o, secondo Sosicrate, novant'anni: a questo proposito Diogene Laerzio lo ricorda con l'epigramma:
(Diogene Laerzio, I, 39)
e sostiene che la sua tomba recasse il seguente epitaffio:
(Diogene Laerzio, I, 39)

## Opere

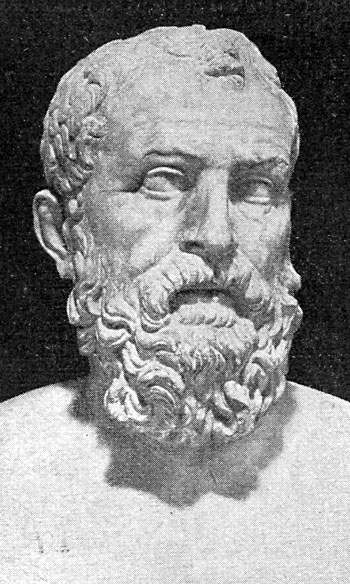
Solone

Non si sa con certezza se Talete abbia lasciato delle opere scritte, di cui comunque non rimangono frammenti sicuri; nel caso ne abbia lasciate, di esse probabilmente si persero presto le tracce, perché sembra che Aristotele non ne vide alcuna e che nella biblioteca di Alessandria non ve ne fosse copia. Già gli autori antichi dubitavano della paternità dei lavori a lui attribuiti, che sono:
- un'Astronomia nautica (Ναυτικὴ ἀστρολογία), forse un poema secondo quanto riporta Plutarco[66], che dubita della paternità dell'opera; Diogene Laerzio sostiene che sarebbe del filosofo Foco di Samo[67][68];
- due altre opere intitolate Sul solstizio (Περὶ τροπῆς) e Sull'equinozio (Περὶ ἰσημερὶας)[67][69], forse in realtà un unico libro[70];
- un'opera in almeno due libri intitolata Dei princìpi (Περὶ ἀρχῶν), menzionata da Galeno[71].

Diogene Laerzio riporta il testo di due lettere che Talete avrebbe scritto a Ferecide e a Solone, ma che la critica filologica ritiene spurie:
vengo a sapere che, primo tra gli Ioni, ti appresti a pubblicare fra gli Elleni dei trattati sulle realtà divine. È certo giusto il tuo giudizio di rendere pubblico lo scritto, senza affidarlo inutilmente a chiunque. Ma vorrei parlare con te sui temi che tratti e se m'inviti, sarò da te a Syros. Saremmo dei pazzi, Solone l'ateniese e io, se dopo aver navigato fino a Creta per studiare la loro sapienza, e poi in Egitto, per conoscere i sacerdoti e gli astronomi di quel paese, non navigassimo per venire da te. Verrà anche Solone, se ti va. Tu invece, amante della tua terra, vieni nella Ionia di rado e non desideri conoscere stranieri ma ti dedichi solo a scrivere. Noi invece, non scrivendo nulla, attraversiamo l'Ellade e l'Asia.»
se andrai via da Atene, sarebbe bene che ti stabilissi a Mileto, vostra colonia. Qui non c'è nulla da temere. Se poi proverai sdegno del fatto che anche noi siamo governati da un tiranno (tu odi tutti i tiranni) ti allieterai almeno con noi. Anche Biante ti scrive di andare a Priene; se preferirai Priene, vacci pure e noi verremo ad abitare da te.»

## Massime

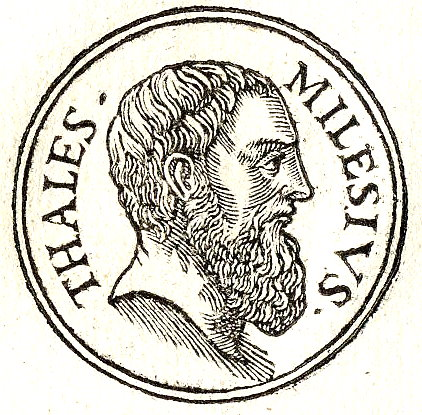
Ritratto immaginario di Talete (Guillaume Rouillé, Promptuarii Iconum Insigniorum, 1553)

A partire dal IV secolo a.C. si cominciarono a raccogliere molte citazioni e aforismi sui sette sapienti, che ci sono giunte principalmente nelle raccolte di Diogene Laerzio, Stobeo e Plutarco. Diogene Laerzio riporta per Talete questi detti: 
- «L'essere più antico è Dio, perché non generato.»
- «Il più bello è il mondo, perché opera divina.»
- «Il più grande lo spazio, perché tutto comprende.»
- «Il più veloce l'intelletto, perché passa attraverso tutto.»
- «Il più forte la necessità, perché tutto domina.»
- «Il tempo è più saggio di tutti, scopre sempre tutto.»

La più famosa e prestigiosa sentenza, attribuita a Talete o ad altri tra i sette savi, è "Conosci te stesso". Altre due famose massime, "Garanzia porta sventura" e "Nulla di troppo", furono dapprima attribuite a Talete ma successivamente a Chilone.
Secondo Diogene Laerzio, a chi gli domandava se fosse venuta prima la notte o il giorno, Talete rispondeva che era precedente la notte, di un giorno; diceva anche che la cosa più semplice è dare consigli a un altro; che la cosa più piacevole è avere successo; la più sgradevole è vedere un tiranno esser potuto invecchiare; che il divino è ciò che non ha né inizio né fine; che gli ingiusti non possono sfuggire all'attenzione degli dei, neanche solo pensando di fare un'ingiustizia; che lo spergiuro non è peggiore dell'adulterio; che la sventura si sopporta più facilmente se ci si rende conto che ai propri nemici le cose vanno peggio; che si vive virtuosamente non facendo quello che rinfacciamo agli altri; che è felice chi è sano nel corpo, ricco nell'anima e ben educato; di ricordarsi degli amici, presenti e assenti, di non abbellirsi nell'aspetto ma nei comportamenti, di non arricchirsi in modo malvagio, di non cadere in discredito agli occhi di coloro con i quali si è legati da un patto, di aspettarsi dai figli gli stessi benefici arrecati ai genitori. Infine, sempre secondo Diogene Laerzio, sosteneva che la morte non è diversa in nulla dalla vita. A chi gli obiettava perché allora non morisse, rispondeva che era perché non c'era alcuna differenza.

## Talete: il primo filosofo
Talete veniva identificato come il primo filosofo per aver indicato come principio originario di tutte le cose l'acqua, ma invero questa concezione era già da tempo presente nelle mitologie orientali sumeriche, caldee, egiziane ebraiche («La dea egizia Nun è la massa liquida primordiale; caos acquoso anche nel babilonese Enuma Elis, e presso gli ebrei Genesi, I, 2 dice che lo Spirito di Dio si moveva sopra la faccia delle acque.») che descrivevano teogonie e cosmogonie basate sul mito di un «caos acquoso originario». Anche Esiodo e Omero, ben prima di Talete, si riferivano similmente al mito di Oceano a proposito della teogonia e della cosmogonia e per questo Aristotele si era formato la convinzione che le origini della filosofia greca fossero la conclusione di un processo che iniziava con le divinità della Grecia arcaica preomerica e di seguito, attraverso la cultura sapienziale, Talete e i primi filosofi fossero giunti a identificare i principi materiali del cosmo. Su questa linea d'interpretazione gli studiosi affermano l'autonomia e l'originalità del pensiero greco osservando che già nell'antichità autori come Erodoto, Platone, Aristotele non accennano ad alcuna derivazione del pensiero greco dalla filosofia orientale, che tuttavia mostrano di apprezzare mettendone in rilievo il carattere pratico. Inoltre non si trova traccia nel pensiero greco antico di traduzioni di testi orientali, e infine i filosofi greci si svincolano dall'impronta religiosa che caratterizza la sapienza orientale privilegiando la ragione come unico strumento per la ricerca di una verità. Tuttavia nelle cosmologie dei primi filosofi permangono elementi della tradizione mitica tali da far pensare agli storici della filosofia a una «continuità e frattura tra pensiero mitico e filosofico» almeno sino a quando il logos diviene autonomo in un'epoca in cui «L’avvento della città non si limita a segnare una serie di trasformazioni economiche e politiche: implica un cambiamento di mentalità, la scoperta di un altro orizzonte intellettuale...» in cui prevale la parola sostenuta razionalmente.

### Contesto storico

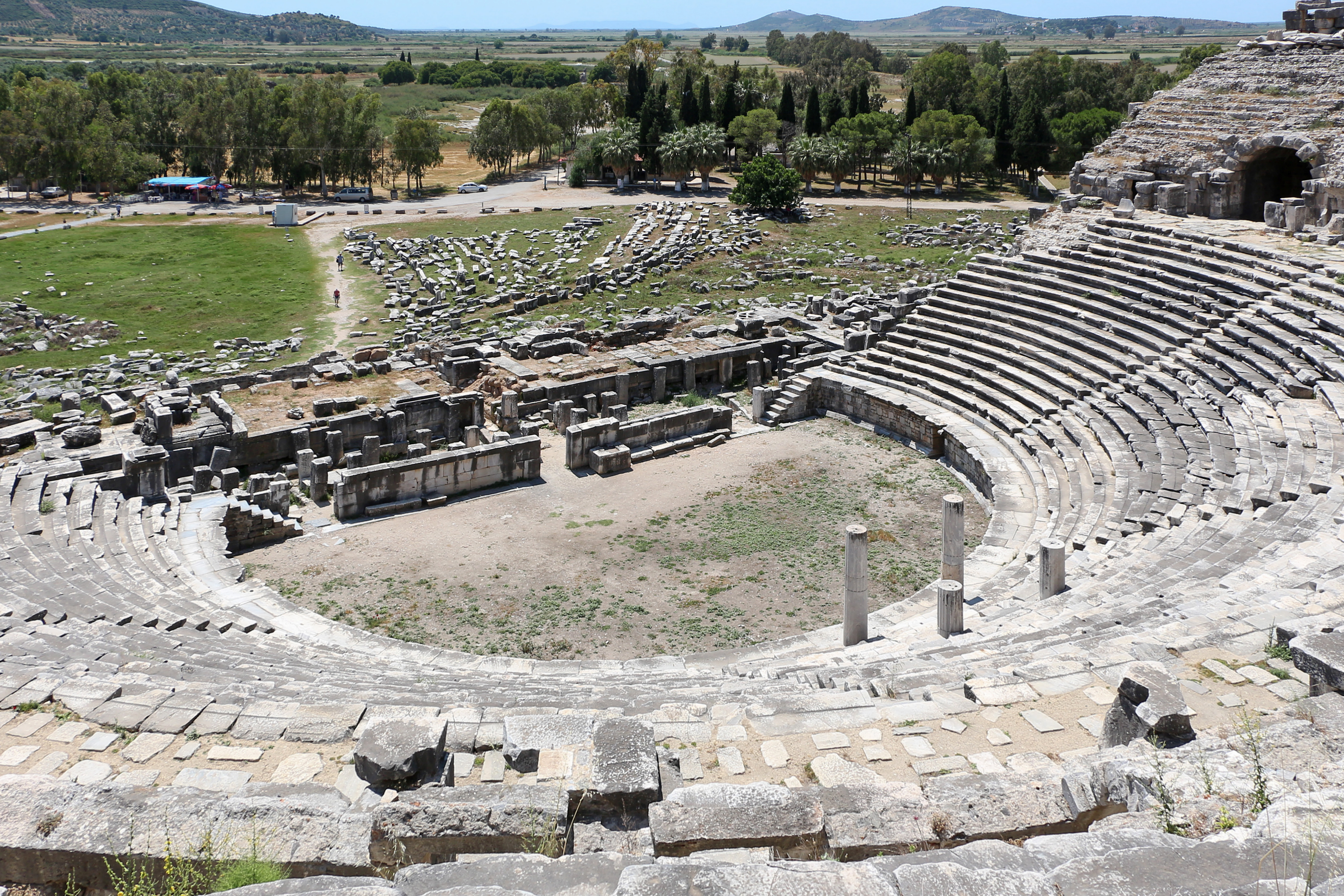
Il teatro greco di Mileto

Nel VI secolo a.C. la vita delle colonie ioniche dell'Asia minore - Mileto, Colofone, Clazomene, Efeso, tutte affacciate sul mar Mediterraneo, e le isole di Samo e di Chio - si organizza in forme politiche controllate da ristretti gruppi aristocratici; la loro economia registra un accentuato sviluppo, favorito dall'intensificarsi dei traffici marittimi. Mileto è la prima delle città, per la ricchezza dei suoi palazzi e dei suoi templi, per il fervore delle iniziative commerciali e della ricerca tecnico-scientifica che favorisce la crescita delle condizioni economiche, della cultura e del numero dei cittadini che si dedicano ad attività produttive; mentre aumenta il numero degli artigiani e dei commercianti, diminuisce quello dei contadini e la schiavitù è un fenomeno limitato.
Mileto è in rapporto con le altre città della Ionia, con la penisola italiana, con la Sicilia, con l'Egitto, con la confinante Lidia e l'Impero persiano; penetrano al suo interno le conoscenze elaborate in millenni dalle civiltà egiziana e babilonese.
Non è dunque sorprendente che con la vivacità della vita politica delle città della Ionia, con lo sviluppo economico ottenuto da gruppi sociali ricchi d'iniziativa, portati all'azione sulla realtà e non alla sua contemplazione e interessati a valutare la natura per quella che è effettivamente, si affermi una cultura che pone a proprio fondamento il giudizio e l'elaborazione razionale, ossia dottrine filosofiche e non mitologie poetiche e religiose. Per quanto sommari e primitivi siano i risultati ottenuti, questi s'incanalano nell'alveo della ricerca razionale e in quanto tali appartengono a buon diritto alla ricerca filosofica propriamente detta.

### Pensiero

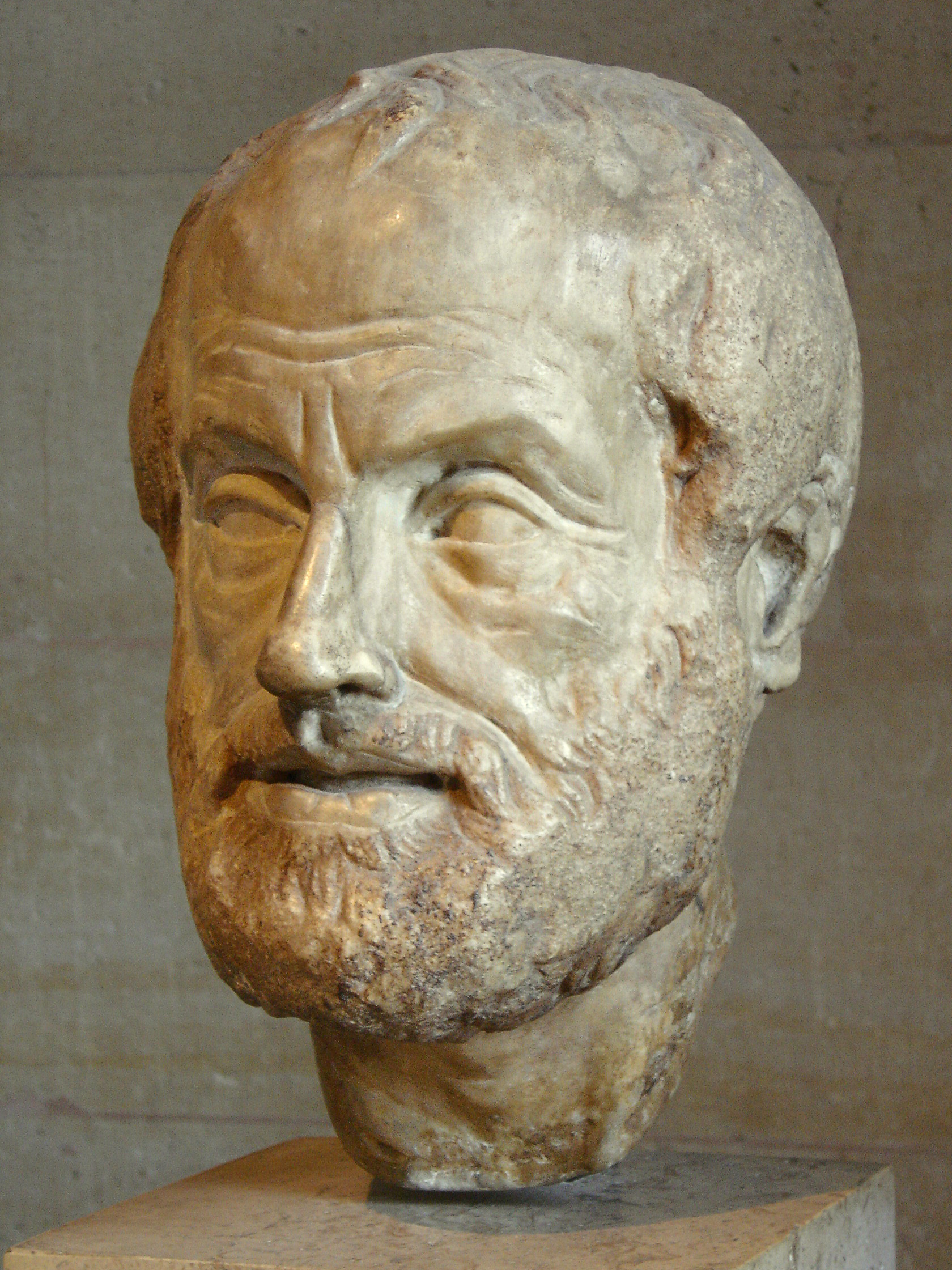
Aristotele

#### Acqua principio di vita
Aristotele, parlando delle dottrine dei naturalisti (che egli considera i primi filosofi) a proposito dei principi delle cose, osserva che essi riconoscevano solo principi materiali: ciò che costituisce tutti gli esseri non si genera e non si distrugge ma si conserva per sempre. Questo principio (ἀρχή, archè) non era però lo stesso per tutti costoro: per Talete, in particolare, tale principio era l'acqua poiché egli, secondo Aristotele, notò che il nutrimento di tutte le cose è umido, che i semi hanno una natura umida e che il caldo è umido; poiché l'acqua è alla base delle cose umide, l'acqua è il principio di tutte le cose. Anche se Aristotele usa termini non ancora applicati ai tempi di Talete e dei Milesi (come "sostrato" ed "elemento"), la parola "archè" probabilmente era già usata con il significato di "principio", inteso come "inizio" e "causa che dà origine": per Talete tutte le cose erano acqua (archè) e tutte le cose sono ancora acqua nonostante le loro mutazioni, poiché essa rimane la stessa sostanza (archè o physis, "natura"). Egli sarebbe quindi stato il primo, tra quelli di cui ci siano giunte notizie, a chiedersi di cosa sono fatte le cose o qual è la loro origine.

#### Influenze del pensiero orientale
| W6 · W6 · W6 · pt | n · n · n | A40 |

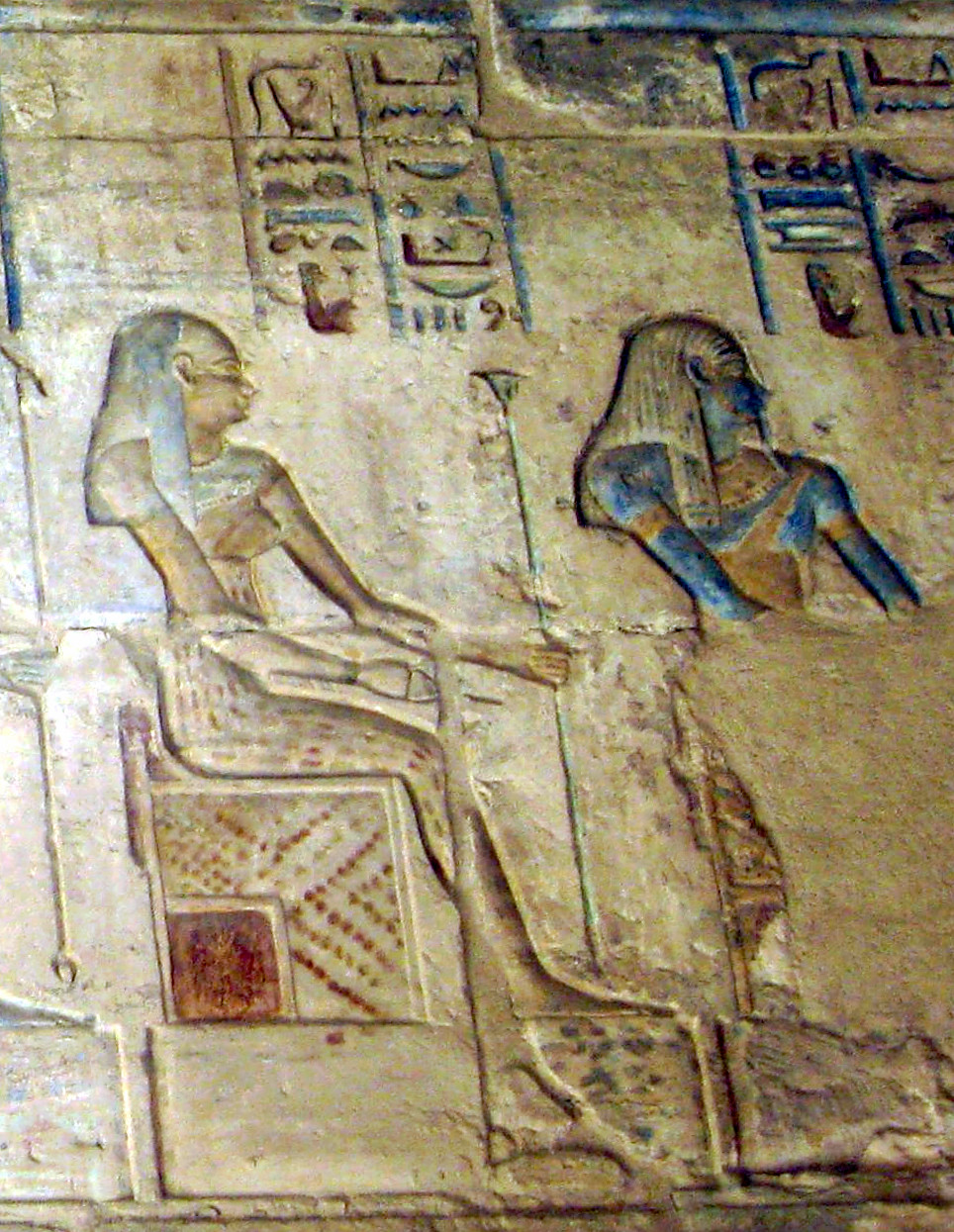
Nun in geroglifici:.

Talete potrebbe aver scelto l'acqua come archè influenzato dalle culture egizie e babilonesi, per le quali i fiumi avevano grande importanza e con le quali Talete avrebbe avuto vari contatti secondo alcuni antichi autori. Per gli Egizi, in particolare, la terra avrebbe avuto origine dalle acque, identificate con Nun, che inizialmente ricoprivano tutto, ma poi si ritrassero sotto la terra e sopra il cielo. Anche se non tutti i critici moderni accettano come storiche le notizie dei viaggi di Talete in Egitto e nel Vicino Oriente, egli nello stabilire l'acqua come archè potrebbe comunque essere stato influenzato dalle idee diffuse nei popoli vicini a proposito dell'acqua come origine della vita e dell'"umido" come elemento caratteristico della vita. La scelta dell'acqua potrebbe però essere legata alla semplice osservazione: senza ricorrere a strumenti che al tempo di Talete non esistevano, essa è infatti l'unico elemento che in base alla temperatura si trasforma in solido, liquido o gassoso e che quindi cambia forma pur conservandosi nella sostanza. In Talete, come in Alcmane e nel racconto babilonese della Creazione (Enūma eliš), troviamo un'acqua primigenia che ha in sé una potenza divina. La differenza con Talete sta nel fatto che l'acqua stessa è la potenza divina incarnata in Apsû e Tiāmat che sono le acque, ma anche persone mitiche non soggetti a limitazioni naturali.

#### Il galleggiamento della Terra
L'importanza dell'acqua è evidente anche in un altro concetto attribuito a Talete e riportato da Aristotele, secondo il quale la Terra poggia sull'acqua e vi galleggia come un pezzo di legno. Aristotele la critica partendo dall'esperienza che un pezzetto di terra affonda in acqua, perciò sostiene che non è possibile che l'intera Terra possa galleggiare sull'acqua. Non è chiaro come Talete ritenesse possibile che la Terra poggi sull'acqua senza affondare: è stato proposto che immaginasse la Terra come un disco impermeabile, con numerose cavità contenenti aria e abbastanza grande da spostare una sufficiente quantità d'acqua che permettesse il galleggiamento (sebbene il principio di Archimede non fosse ancora noto). L'acqua, muovendosi, avrebbe trasmesso il suo moto al disco della Terra, provocando i terremoti. Talete potrebbe aver immaginato la posizione della Terra come nella successiva mappa di Ecateo di Mileto, in cui la Terra è circondata dalle acque ed è protetta da una sorta di cupola che contiene il cielo e le stelle. Alcuni studiosi hanno collegato strettamente le due affermazioni di Talete sull'acqua: Talete potrebbe aver inteso che tutte le cose hanno origine nella profondità e, poiché la Terra poggia sull'acqua, l'acqua sarebbe all'origine di tutte le cose.

#### L'anima

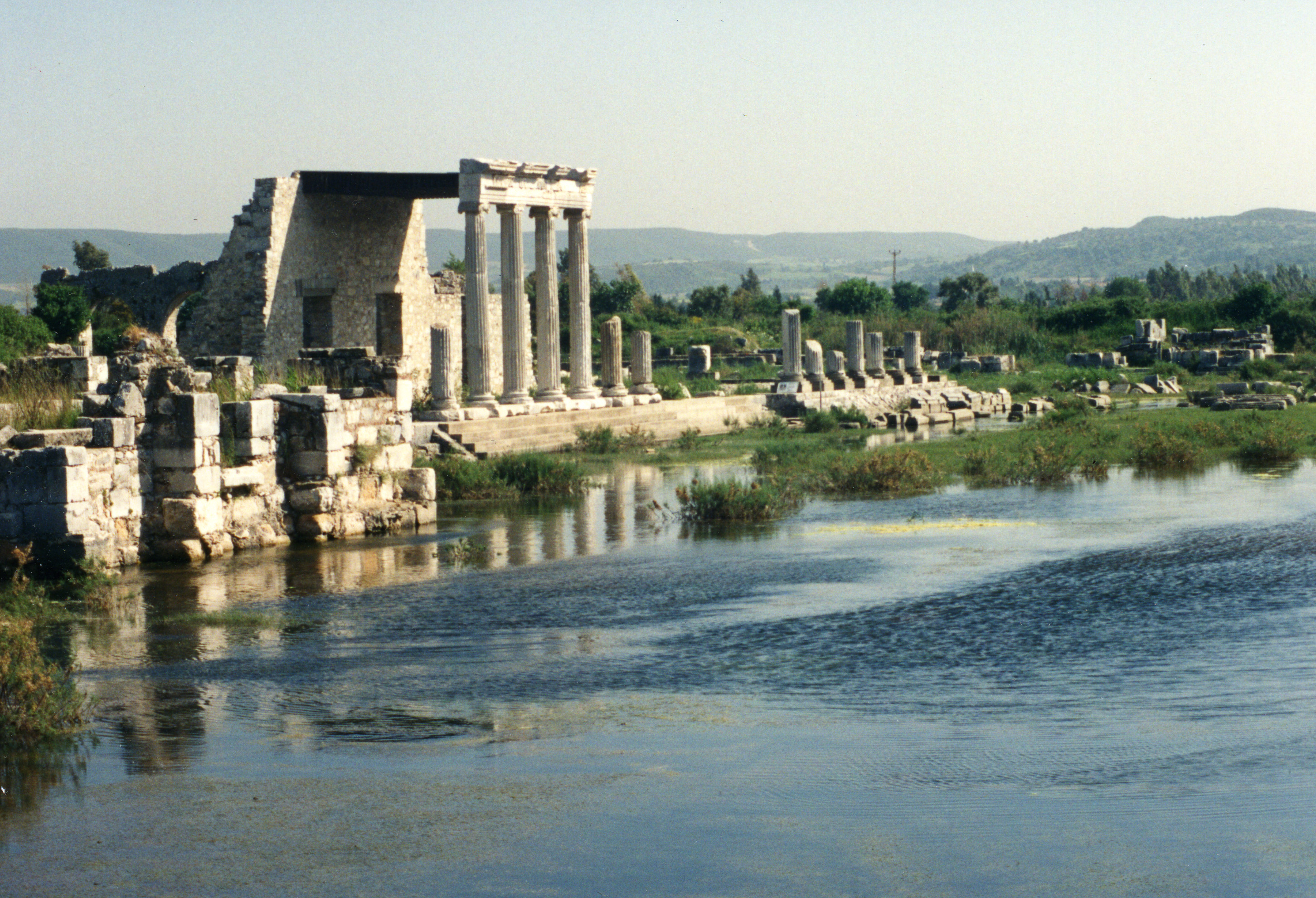
Il portico (stoà) dell'agorà di Mileto

L'acqua e l'aria (che secondo Anassimene era il principio) per i Milesi sono sostanze vive, in grado di modificarsi e di essere esse stesse le cause di queste modifiche: ai loro occhi esse potevano costituire l'archè, cioè il principio, senza che ci fosse bisogno di introdurre il dualismo di materia e vita (o spirito) o di individuare una causa prima e una causa seconda, come fa Aristotele nel criticare i Milesi. Per questo, non essendo concepibile questa separazione, alcuni studiosi sostengono che i Milesi possano essere considerati dei monisti ma non dei "materialisti". Per essere in grado di muovere e produrre cambiamento, questo principio doveva essere della stessa natura dell'anima (psyché): un altro concetto attribuito a Talete, infatti, è che l'anima, che forse riteneva immortale, sia la forza che muove le cose, come nel caso del magnete, la cui anima fa muovere, cioè attira, il ferro, e nel caso dell'ambra, che acquista proprietà magnetiche quando viene strofinata. Talete, non distinguendo tra cose animate e cose inanimate, potrebbe essere stato influenzato da concezioni animiste più antiche, perché gli è attribuito anche il detto che "tutto è pieno di dèi", cioè che il mondo è in un certo senso vivo e sottoposto a cambiamento (per questa sua dottrina si è parlato di ilozoismo di Talete). Cicerone e Aezio affermarono che secondo Talete la potenza divina doveva rivestire e attraversare l'elemento umido, causandone il movimento e la vita.; tuttavia egli fece un passo avanti, perché basò queste idee sulle osservazioni di fenomeni, all'epoca non spiegabili, che producevano il moto, senza ricorrere a spiegazioni mitologiche o teologiche. Talete, e più in generale i Milesi, è stato indicato da alcuni studiosi come un anticipatore del moderno modo di pensare scientifico: non accettando acriticamente le spiegazioni mitologiche del suo tempo, egli cercò di semplificare e spiegare la varietà della natura su basi razionali, attraverso modifiche nella natura stessa.

#### Analisi critiche della filosofia contemporanea
Sulla sua dottrina sono state espresse considerazioni critiche anche da autori della filosofia del XIX e del XX secolo.
Per Hegel, 

Per Nietzsche, 
Nietzsche ritiene che l'ipotesi dell'acqua «fu un articolo di fede metafisico che ha la sua origine in una intuizione mistica e che incontriamo in tutte le filosofie insieme con i sempre rinnovati tentativi di esprimerlo meglio - la proposizione "tutto è uno"»; questa ipotesi permise a Talete di oltrepassare «a dir poco d'un balzo il basso stadio delle cognizioni fisiche del tempo» e permise all'uomo di sollevarsi «cessando il brancicare e il tortuoso strisciare, a mo' dei vermi, proprio delle scienze particolari» e di superare «la volgare angustia dei gradi inferiori di conoscenza».
A proposito dell'aneddoto della servetta trace che derise Talete, dicendo che egli desiderava conoscere le cose del cielo ma non si accorgeva di quelle sotto i suoi piedi; viene riconsiderato da Martin Heidegger come esemplare per definire la precipua natura della filosofia, scienza ontologica, che rivolge la propria ricerca a oggetti non svelati, differenziandosi proprio in questo delle scienze ontiche, il cui oggetto può dirsi svelato già prima dell'indagine.
Nell'interpretazione di Hans-Georg Gadamer, il pozzo in cui cade il filosofo milesio è visto come uno strumento di osservazione astronomica, una sorta di cannocchiale "greco", un luogo al riparo da riverberi e disturbi atmosferici, da dove poter meglio osservare gli astri celesti e le loro orbite, ma diviene anche il simbolo dell'«audacia teoretica - [di chi] si serve di un tale scomodo azzardo - come quello di calarsi in un pozzo - per poi rimettersi all'aiuto di qualcun altro per riuscirne.»

## Talete matematico

### Conoscenze matematiche

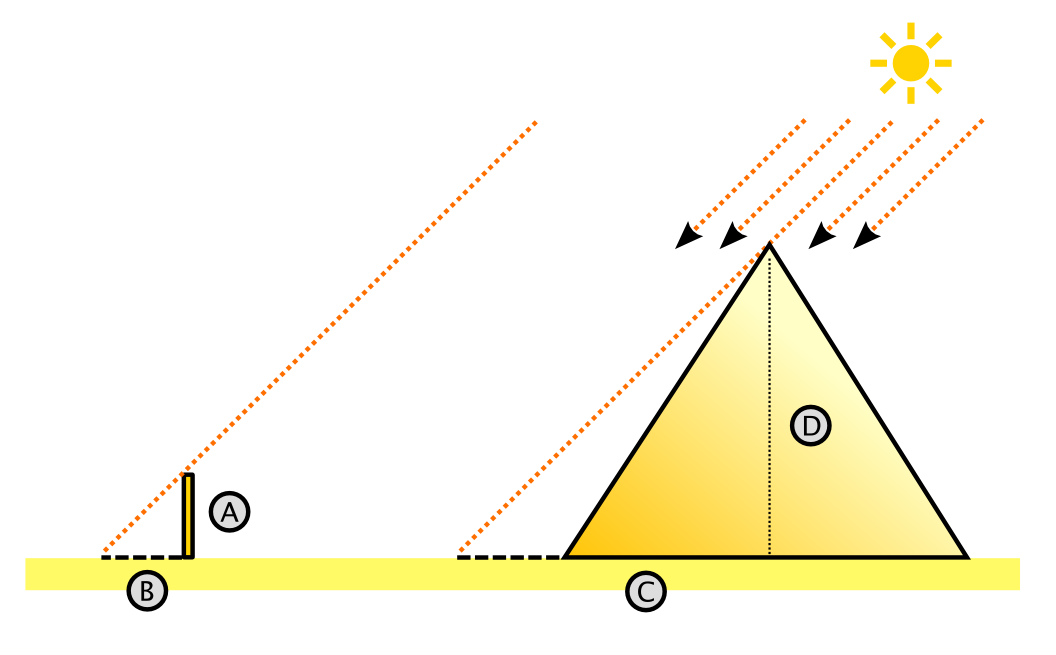
Se si confrontano le ombre di due oggetti diversi, queste stanno tra loro come le altezze degli oggetti corrispondenti. Secondo il racconto di Plutarco, conoscendo l'altezza di un'asta usata per il confronto e misurando le lunghezze delle ombre sul terreno, Talete fu in grado di determinare l'altezza della piramide.

Diogene Laerzio, che attinge a Ieronimo di Rodi, riferisce una breve notizia che colloca Talete in Egitto, un Paese che secondo vari autori antichi avrebbe visitato e dal quale avrebbe importato conoscenze sia nel campo della geometria sia della cosmologia, anche se i critici moderni non sono d'accordo sulla reale storicità della visita. In Egitto Talete sarebbe riuscito a misurare l'altezza delle piramidi egizie, misurando la loro ombra nel momento in cui la lunghezza dell'ombra di una persona è uguale alla sua altezza. L'aneddoto è ripreso con una sostanziale variazione da Plutarco: fissato un bastone per terra, Talete avrebbe stabilito che l'altezza di una piramide era in relazione alla lunghezza della sua ombra come l'altezza del bastone era in relazione alla lunghezza della sua ombra. Il metodo descritto da Plutarco è un'applicazione del teorema noto come teorema di Talete. Eudemo riporta che Talete avrebbe usato questo teorema anche per determinare la distanza delle navi in mare dalla terraferma, perché ritiene che non ci sarebbe riuscito in altro modo, ma non si sa di preciso come avrebbe applicato il teorema a questo problema.

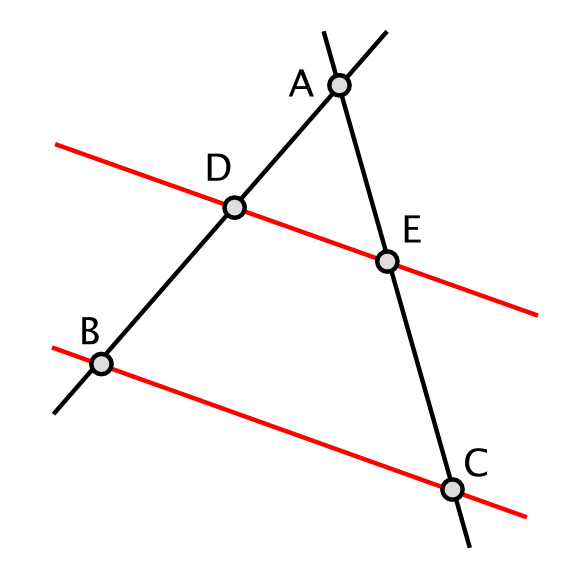
Teorema di Talete:

A Talete erano attribuiti anche cinque teoremi di geometria elementare:
- "Un cerchio è diviso in due parti uguali da qualunque diametro"
- "Gli angoli alla base di un triangolo isoscele sono uguali"[127]
- "Se due rette si incrociano, gli angoli opposti al vertice sono uguali"
- "Due triangoli sono uguali se hanno un lato e i due angoli adiacenti uguali"
- "Un triangolo inscritto in una semicirconferenza è rettangolo".

Proclo, citando Eudemo, attribuisce a Talete i primi quattro teoremi, mentre il quinto gli è attribuito dalla storica greca Panfila di Epidauro, anche se altri lo riferiscono a Pitagora. Non è possibile stabilire esattamente cosa scoprì Talete né se dimostrò questi teoremi come lasciano intendere gli autori antichi; potrebbe aver soltanto risolto alcuni problemi pratici applicando questi teoremi senza però formularli esplicitamente, oppure potrebbe aver fornito delle semplici dimostrazioni empiriche, per esempio piegando un cerchio a metà e osservando che le due metà si sovrappongono perfettamente.

### Conoscenze astronomiche
In campo astronomico, Talete è ricordato principalmente per la già menzionata previsione dell'eclissi totale di Sole verificatasi durante una battaglia tra Medi e Lidi, probabilmente da identificare con l'eclissi del 28 maggio 585 a.C. Oltre a problemi storici e cronologici, la notizia della previsione dell'eclissi ha posto soprattutto problemi scientifici, poiché non è chiaro se ci fu davvero una previsione, in che termini e con quali mezzi. Sebbene Eudemo sostenga che Talete fosse stato il primo a scoprire le eclissi di sole, è stato rilevato che Talete non sapeva che la Terra è sferica e non conosceva l'effetto della parallasse, perciò non avrebbe potuto prevedere né la zona interessata da un'eclissi né se questa sarebbe stata parziale o totale. Aezio, una fonte molto successiva a Talete, sostiene che Talete sapesse già che l'eclissi solare si verifica per la frapposizione della Luna, ma questo è escluso dai critici moderni, anche perché tale conoscenza non è testimoniata per nessun diretto successore di Talete. Un papiro di Ossirinco contiene una citazione di Aristarco di Samo secondo la quale Talete avrebbe scoperto che un'eclissi solare avviene durante una Luna nuova: Talete avrebbe potuto usare alcune osservazioni precedenti o proprie per mettere in relazione i due fenomeni, ma difficilmente si sarebbe spinto oltre. 

Eclissi solare totale

Alcuni studiosi moderni hanno supposto che Talete abbia previsto l'eclissi usando informazioni attinte da popoli che avevano già all'epoca una tradizione di osservazioni astronomiche, in particolare dai Caldei i cui sacerdoti registravano le eclissi già dall'VIII secolo a.C.; Talete in particolare avrebbe potuto usare un ciclo di 223 mesi lunari (spesso chiamato saros, ma impropriamente) al termine del quale le eclissi lunari e solari si ripetono con piccole differenze. Tuttavia sembra che prima del IV secolo a.C. non fosse possibile utilizzare i testi babilonesi per effettuare previsioni precise ma solo per escludere il verificarsi di un'eclissi o per affermare che sarebbe stata possibile; inoltre l'ipotesi che Talete avrebbe viaggiato a Babilonia o avrebbe usato testi babilonesi non è accettata da tutti. Se Talete comunque venne a conoscenza di questi testi o se impiegò altri metodi, potrebbe aver detto soltanto che entro la fine dell'anno si sarebbe verificata un'eclissi solare; il fatto che essa ebbe davvero luogo, che fu totale e che avvenne durante la battaglia fu una coincidenza che contribuì a diffondere e a rendere più credibile la notizia di una previsione precisa da parte del filosofo.
A Talete è attribuita la scoperta delle stelle che formano l'Orsa minore; più probabilmente, avrebbe definito questa costellazione e, per via della sua posizione quasi statica, ne avrebbe segnalato l'importanza ai naviganti greci, che invece usavano l'Orsa maggiore. Gli sono attribuite anche osservazioni delle Iadi, che comunque erano note già in precedenza essendo citate nei poemi omerici, e delle Pleiadi, di cui avrebbe fissato il tramonto mattutino 25 giorni dopo l'equinozio autunnale. Quest'ultima notizia presuppone quindi che Talete conoscesse e sapesse determinare la data degli equinozi, ma anche su questo punto non c'è accordo tra gli studiosi moderni. Talete e i suoi diretti successori non avevano un modello delle orbite celesti e dunque non avrebbero potuto definire l'equinozio in senso moderno, come il momento in cui l'eclittica incrocia l'equatore celeste; potrebbero però averlo definito in maniera meno rigorosa, utilizzando i solstizi, la cui conoscenza appare più sicura. Talete avrebbe studiato questi ultimi riuscendo a determinare i periodi tra due solstizi e notando che non sono uguali, ma non si conosce il metodo con cui avrebbe stabilito le date dei solstizi: potrebbe aver individuato il primo giorno in cui sembrava che il Sole al momento di sorgere (o di tramontare) avesse smesso di spostarsi verso nord o verso sud; oppure potrebbe aver contato i giorni in cui sembrava che il Sole sorgesse (o tramontasse) nello stesso punto e aver diviso questo numero a metà; o ancora, avrebbe potuto basarsi sulla lunghezza dell'ombra proiettata da un palo fissato nel terreno. Se avesse ripetuto queste misurazioni per più anni e avesse trovato le stesse date per i solstizi, avrebbe potuto determinare la durata dell'anno solare: due autori antichi gli attribuiscono proprio questa scoperta, sostenendo che avrebbe diviso l'anno in 365 giorni o in 365 giorni e un quarto. Stabiliti i solstizi, Talete avrebbe potuto determinare in maniera approssimativa anche le date degli equinozi, dividendo a metà ciascun periodo tra i due solstizi.
Il nome di Talete è associato anche ad altre questioni in campo astronomico: avrebbe stabilito che tanto il rapporto della grandezza del Sole rispetto alla sua orbita che il rapporto della grandezza della Luna rispetto alla propria orbita è di 1:720; analogamente a Pitagora, avrebbe diviso la sfera celeste in cinque parti, chiamate artica, equatoriale, antartica e le due zone dei tropici. Avrebbe poi determinato le quattro stagioni, che in precedenza erano fissate a tre (le Ore); tuttavia, anche il poeta Alcmane, probabilmente contemporaneo di Talete o di poco precedente, parla di quattro stagioni e perciò non è sicuro che l'aggiunta della quarta stagione sia da ascrivere a Talete, ma egli, a differenza di chi lo precedette, potrebbe aver usato gli equinozi e i solstizi per distinguere meglio le stagioni e determinarne la durata.

### Fonti primarie
- AA.VV., Suida.
- Aristotele, Metafisica.
- Aristotele, Politica.
- Aristotele, De anima.
- Aristotele, De caelo.
- Marco Tullio Cicerone, De divinatione.
- Clemente Alessandrino, Stromateis.
- Diogene Laerzio, Vite e dottrine dei filosofi illustri.
- Erodoto, Storie.
- Platone, Protagora.
- Platone, Teeteto.
- Plinio il Vecchio, Naturalis historia.
- Plutarco, Moralia.

### Raccolte di testimonianze e frammenti
- Giorgio Colli, La sapienza greca, Vol. II, Milano, Adelphi, 1978.
- Giovanni Reale (a cura di), I presocratici. Prima traduzione integrale con testi originali a fronte delle testimonianze e dei frammenti di Hermann Diels e Walther Kranz, Milano, Bompiani, 2006.
- Gabriele Giannantoni (a cura di), I presocratici. Testimonianze e frammenti, Bari, Laterza, 1969.
- Hermann Diels, I Dossografi Greci, Padova, CEDAM, 1961.
- Karl Wilhelm Ludwig Müller, Fragmenta historicorum Graecorum (FHG), Parisiis, 1848.
- Felix Jacoby, Die Fragmente der griechischen Historiker (FGrHist), Berlino, 1923.
- Georg Wöhrle, The Milesians: Thales, Berlino, De Gruyter, 2014.

### Studi
- Ennio Biondi, L'immagine di Talete nelle fonti letterarie greche. Breve analisi da Erodoto a Plutarco, in Gerión, vol. 31, 2013,  pp. 179-200.
- (FR) Aude Busine, Les Sept Sages de la Grèce antique. Transmission et utilisation d'un patrimoine légendaire d'Hérodote à Plutarque, Parigi, De Boccard, 2000.
- (EN) D.R. Dicks, Thales, in The Classical Quarterly, vol. 9, n. 3-4, 1959,  pp. 294-309.
- (EN) Adelaide Glynn Dunham, The history of Miletus, down to the Anabasis of Alexander, Londra, University of London Press, 1915. Ospitato su archive.org.
- Benjamin Farrington, Storia della scienza greca, Milano, Arnoldo Mondadori Editore, 1964.
- Theodor Gomperz, Pensatori greci, Firenze, La Nuova Italia, 1962.
- (EN) W.K.C. Guthrie, A history of Greek philosophy, vol. 1, New York, Cambridge University Press, 1962.
- (EN) Thomas Heyd, And yet she moves! – The earth rests on water: Thales on the role of water in Earth's mobility and in nature's transformations (XML), in Apeiron, vol. 47, n. 4, 2014,  pp. 485-512.
- (EN) Thomas Heath, A history of Greek mathematics, vol. 1, Oxford, Clarendon Press, 1921.
- Georg Wilhelm Friedrich Hegel, Lezioni di storia della filosofia, vol. I, Firenze, La Nuova Italia, 1932.
- (EN) George Huxley, A War between Astyages and Alyattes, in Greek, Roman, and Byzantine Studies, vol. 6, n. 3, 1965,  pp. 201-206.
- (EN) G.L. Huxley, Archaic Greece in Hellenistic Chronography, in Hermathena, n. 184, 2008,  pp. 5-17.
- (EN) Vassilis Karasmanis, On the first Greek mathematical proof, in Hermathena, n. 169, 2000,  pp. 7-21.
- (EN) G.S. Kirk, J.E. Raven e M. Schofield, The Presocratic philosophers, 2ª ed., Cambridge, Cambridge University Press, 1983.
- Werner Jaeger, La teologia dei primi pensatori greci, Firenze, La Nuova Italia, 1961.
- Renato Laurenti, Introduzione a Talete, Anassimandro, Anassimene, 4ª ed., Bari, Laterza, 1997.
- (EN) Richard D. McKirahan, Philosophy Before Socrates, 2ª ed., Indianapolis-Cambridge, Hackett Publishing Company, 2010, ISBN 978-1-60384-182-5.
- Friedrich Nietzsche, La filosofia nell'età tragica dei Greci, Roma, Adelphi, 1993, ISBN 88-7983-265-4.
- (EN) Patricia F. O'Grady, Thales of Miletus. The Beginnings of Western Science and Philosophy, Londra-New York, Routledge, 2016, ISBN 978-0-7546-0533-1.
- Livio Rossetti, Talete sophos (ad Atene, sotto l'arcontato di Damasia) (PDF), in Humanitas, vol. 62, 2010,  pp. 33-39.
- Bertrand Russell, Storia della filosofia occidentale, Milano, TEA, 2004  [1945], ISBN 978-88-502-0514-1.
- Emanuele Severino, La filosofia antica, Milano, Biblioteca Universale Rizzoli, 1997  [1984], ISBN 88-17-11536-3.
- Bruno Snell, I Sette sapienti. Vite e opinioni, a cura di Ilaria Ramelli, 2ª ed., Milano, Bompiani, 2015, ISBN 978-88-452-3397-5.
- (FR) Brigitte Soyez, Le Phénicien Thalès et le synoecisme de l'Ionie, in L'antiquité classique, vol. 43, n. 1, 1974,  pp. 74-82.
- Talete di Mileto, in Dizionario di filosofia, Roma, Istituto dell'Enciclopedia Italiana, 2009. URL consultato il 6 giugno 2018.
- (EN) Stephen White, Thales and the stars, in A.P.D. Mourelatos, V. Miles Caston e D.W. Graham (a cura di), Presocratic Philosophy. Essays in Honour of Alexander Mourelatos, Aldershot, Ashgate, 2002,  pp. 3-18.